# Staten Island
Staten Island je jedna od pet gradskih četvrti New Yorka, koja se nalazi na istoimenom otoku i prostire se na području okruga Richmond.
Do godine 1975. četvrt se zvala Richmond. Na 265 km kvadratnih živi 460 000 stanovnika.
S Brooklynom ga povezuje viseći most Verrazano, do Manhattana vozi trajekt. 
Svojevremeno su ovdje živjeli Indijanci Raritan na jugu, Hackensack na sjeveru i Tappan na istoku, plemena šire skupine Unami čiji je totem bio kornjača. Staten Island, Indijanci koji su ondje živjeli do 1670., zvali su Aquehonga Monocknong, nakon čega su ga prodali engleskom guverneru Francis Lovelaceu, a oni su se povukli na jug i zapad.